# Monocentrus procerus
Monocentrus procerus är en insektsart som beskrevs av Capener 1972. Monocentrus procerus ingår i släktet Monocentrus och familjen hornstritar. Inga underarter finns listade i Catalogue of Life.